# Comune di Bjerringbro
Il comune di Bjerringbro, fino al 1º gennaio 2007 è stato un comune danese situato nella contea di Viborg, il comune aveva una popolazione di 13 922 abitanti (2005) e una superficie di 207 km². Capoluogo era la cittadina omonima.
Dal 1º gennaio 2007, con l'entrata in vigore della riforma amministrativa, il comune è stato soppresso e accorpato, insieme ai comuni di Fjends, Karup, Møldrup e Tjele, al riformato comune di Viborg.
A Bjerringbro è stata fondata la multinazionale Grundfos, che produce sistemi di pompaggio e di circolazione.